# جورج كوبر (سياسي)
جورج كوبر هو محامي وسياسي كندي، ولد في 24 يونيو 1941 بهاليفاكس في كندا. حزبياً، نشط في الحزب الكندي التقدمي المحافظ. وقد انتخب عضو مجلس العموم الكندي.